# Серге-Бес
Серге-Бес (рос. Сэргэ-Бэс) — селище Амгинського улусу, Республіки Саха Росії. Входить до складу Сулгаччинського наслегу.
Населення — 265 осіб (2015 рік).